# NGC 2336A
NGC 2336A је спирална галаксија у сазвежђу Жирафа која се налази на NGC листи објеката дубоког неба.
Деклинација објекта је + 78° 0' 47" а ректасцензија 7h 56m 15,1s. Привидна величина (магнитуда) објекта NGC 2336 износи 13,7 а фотографска магнитуда 14,4. NGC 2336A је још познат и под ознакама UGC 4066, MCG 13-6-12, CGCG 349-11, PGC 22238.